# Gerbillus famulus
Gerbillus famulus es una especie de roedor de la familia Muridae.

## Distribución geográfica
Se encuentra principalmente en el sudoeste de la Península arábiga.